# Bunaeopsis maasseni
Bunaeopsis maasseni är en fjärilsart som beskrevs av Embrik Strand 1911. Bunaeopsis maasseni ingår i släktet Bunaeopsis och familjen påfågelsspinnare. Inga underarter finns listade i Catalogue of Life.